# Sciophila fuliginosa
Sciophila fuliginosa är en tvåvingeart som beskrevs av Holmgren 1883. Sciophila fuliginosa ingår i släktet Sciophila och familjen svampmyggor. Arten har ej påträffats i Sverige. Inga underarter finns listade i Catalogue of Life.